# Mount McLoughlin
Mount McLoughlin ist ein 2894 Meter hoher Schichtvulkan in der Kaskadenkette im Süden des US-Bundesstaates Oregon. Er befindet sich nördlich des Mount Shasta, südlich des Crater Lake und westlich des Upper Klamath Lake. Der Berg wurde ursprünglich Mount Pitt genannt, wurde jedoch später nach John McLoughlin, einem Funktionär der Hudson’s Bay Company, umbenannt. Die letzte Eruption ereignete sich etwa vor 20.000 Jahren. Vor etwa 25.000 Jahren vergletscherte er. 
Alternativnamen des Mount McLoughlin sind unter anderem Big Butte, M'laiksini Yaina, Mount Pit, Mount Pitt, Mount Shasty und Snowy Butte.
Außer einem Exzerpt von Arthur B. Emmons aus dem Jahre 1886, war bis zu den 1970er Jahren wenig über die Geologie bekannt, als LeRoy Maynard Untersuchungen hierüber anstellte. Er war Geologe des Center for Volcanology der University of Oregon. 